# Дормілон чорнолобий
Дорміло́н чорнолобий (Muscisaxicola frontalis) — вид горобцеподібних птахів родини тиранових (Tyrannidae). Мешкає в Андах.

## Опис
Довжина птаха становить 18 см. Лоб, плями навколо очей і тім'я чорні, скроні світло-сірі. Горло і нижня частина тіла білуваті. Спина попелясто-сіра, крила і хвіст чорні з білими смугами.

## Поширення і екологія
Чорнолобі дормілони гніздяться в Чилі (від Антофагасти до Сантьяго) та в Аргентині (від Мендоси до Ріо-Негро). Взимку вони мігрують на північ, до Болівії і Перу. Чорнолобі дормілони живуть на високогірних луках пуна. Зустрічаються на висоті від 2500 до 4300 м над рівнем моря.